# José Manuel Pasquel
José Manuel Pasquel Losada (ur. 13 marca 1793 w Limie, zm. 15 października 1857 tamże) – peruwiański duchowny katolicki, biskup pomocniczy, a następnie dwudziesty pierwszy arcybiskup metropolita limski oraz prymas Peru od 1855 roku.

## Życiorys
Urodził się w 1793 roku jako syn Tomása Pasquela y Garcésa i jego żony Clary Losady y Palencii. Studiował na Królewskim Kolegium Świętego Karola, a następnie Uniwersytecie Świętego Marka w Limie, gdzie uzyskał stopień naukowy doktora teologii i prawa kanonicznego. Zaciągnął się następnie do armii, awansując na stopień porucznika, jednak w 1816 roku zdecydował się wstąpić do seminarium duchownego, otrzymując rok później święcenia kapłańskie. Następnie pracował jako kapelan.
W 1836 roku otrzymał godność kanonika i znalazł się w kurii metropolitarnej w Limie, gdzie pełnił obowiązki sędziego w miejscowym sądzie kościelnym oraz dyrektora Publicznego Towarzystwa Dobroczynności. W 1839 roku został powołany na wikariusza archidiecezji, a w 1846 roku archidiakona.
Jako profesor teologii pełnił na przełomie 1846/1848 stanowisko rektora Uniwersytetu Świętego Marka, zwrócając uwagę na konieczność jego kompleksowej reformy. 21 stycznia 1847 roku został wybrany na biskupa pomocniczego archidiecezji limskiej oraz biskupa tytularnego Erythrae. Został konsekrowany rok później. Prowadził wspólnie z arcybiskupem Francisco Xavierem de Luna Pizarrem wizytacje parafii na obszarze arcybiskupstwa, które ostatni raz na tak szeroką skalę były prowadzone w 1783 roku. 
28 września 1855 roku został arcybiskupem metropolitą limskim z woli papieża Piusa IX. Jego pontyfikat był krótki i trwał zaledwie dla lata, ponieważ zmarł w 1857 roku.